# Наґата Кабі
Наґата Кабі (яп. 永田カビ, Nagata Kabi, псевдонім; нар. 28 травня 1987) — японська манґака, авторка манґи Мій лесбійський досвід самотности.
Наґата малює стільки, скільки себе пам’ятає. Однак вона почала читати манґу лише у 4-му класі, першою манґою, яку вона прочитала була Slam Dunk від Такехіко Іноуе. Згодом вона почала читати інші серії манґи від Weekly Shōnen Jump, назвавши самурайську манґу «Rurouni Kenshin» від Нобухіро Вацукі своєю улюбленою в середній школі.

## Роботи

### Мій лесбійський досвід самотности
Наґата спочатку опублікувала Мій лесбійський досвід самотности на японському веб-сайті Pixiv, перш ніж її покращена версія вийшла як друкований том у 2016 році. Ця автобіографічна манґа, присвячена проблемам психічного здоров’я Наґати та її гомосексуальності. Вона започаткувала фірмовий візуальний стиль Наґати: чорно-білі малюнки з рожевими тонами.

### Щоденник стосунків самої із собою
Щоденник стосунків самої із собою (яп. 一人交換日記, Hitori kōkan nikki) є продовженням Мого лесбійського досвіду самотности, її було опубліковано японською у 2016 році. Продовжуючи досліджувати теми Мого лесбійського досвіду самотности, Щоденник стосунків самої із собою базується на концепції записів у щоденнику або листів, якими Наґата обмінюється із собою у минулому і майбутньому. Другий том під назвою «Щоденник стосунків самої із собою 2» (一人交換日記2) вийшов японською у 2017 році.

### Моя алковтеча від реальности
Моя алковтеча від реальности (現実逃避してたらボロボロになった話, Genjitsu tōhi shitetara ni natta hanashi) розповідає про алкоголізм Наґати та її подальшу госпіталізацію через панкреатит. Манґа вийшла в Японії у 2019 році.

### Воїтелька-блукалиця Наґата Кабі
Воїтелька-блукалиця Наґата Кабі (迷走戦士・永田カビ, Meisou Senshi Nagata Kabi) — п’ята частина серії автобіографічної манґи Наґати Кабі. Ця частина досліджує тугу Наґати щодо кохання та шлюбу. Манґа вийшла японською мовою у 2020 році. У лютому 2021 року Наґата розпочала нову манґу Meisou Senshi Nagata Kabi: Gourmet de Go! (迷走戦士・永田カビ グルメでGO), яка розповідає про її розлад харчової поведінки та надмірне бажання їсти.

### Моя хвора підшлункова полегшила мені життя
Моя хвора підшлункова полегшила мені життя (膵臓がこわれたら、少し生きやすくなりました。, Suizou ga Kowaretara, Sukoshi Iki Yasuku Narimashita.) є продовженням Воїтельки-блукалиці Наґати Кабі. Це шоста і найновіша частина серії, вона далі заглиблюється в алкоголізм Наґати та те, як панкреатит спонукав її кинути палити та спробувати бути здоровішою. У ньому також йдеться про її досвід під час пандемії COVID-19. Манґа вийшла японською мовою у 2022 році.

## Нагороди
У 2018 році «Мій лесбійський досвід самотности» Наґати виграв премію Гарві за найкращу манґу та нагороду Crunchyroll Anime за найкращу манґу.